# Erythrina dominguezii
Erythrina dominguezii är en ärtväxtart som beskrevs av Emil Hassler. Erythrina dominguezii ingår i släktet Erythrina och familjen ärtväxter. Inga underarter finns listade i Catalogue of Life.

## Bildgalleri

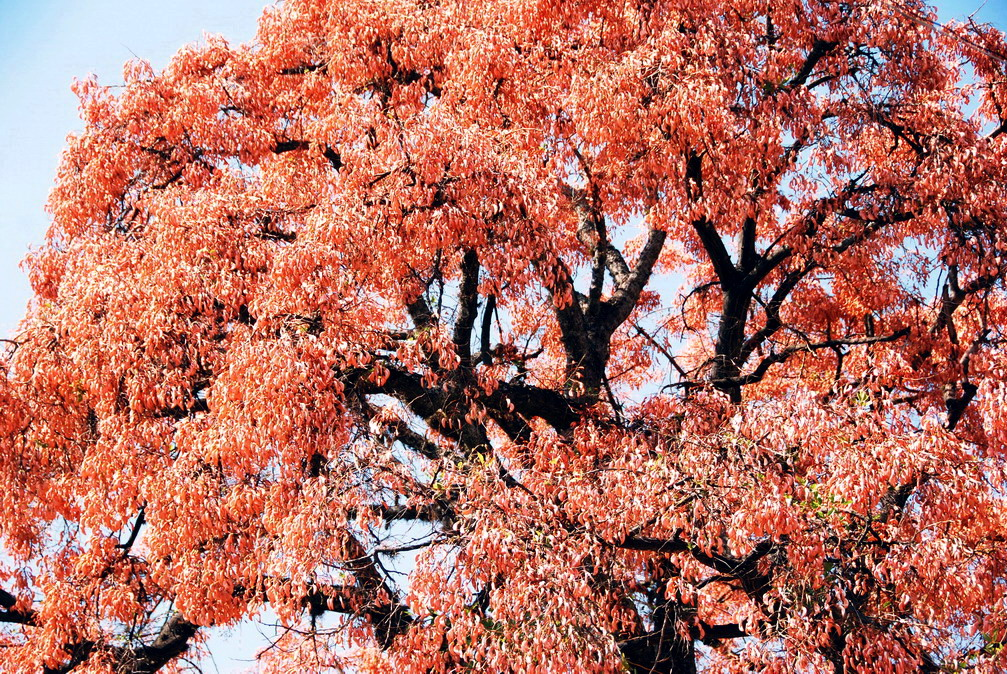
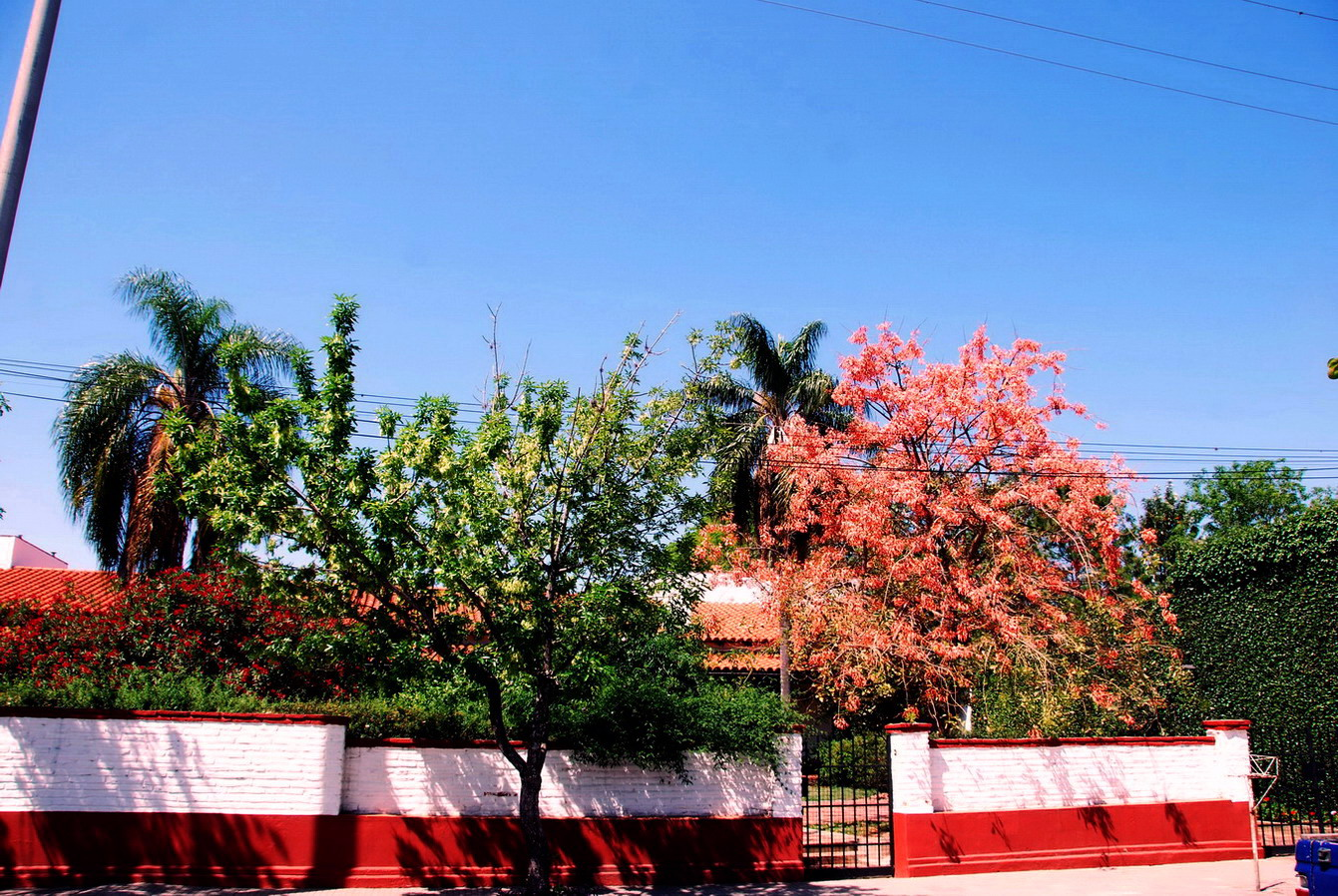
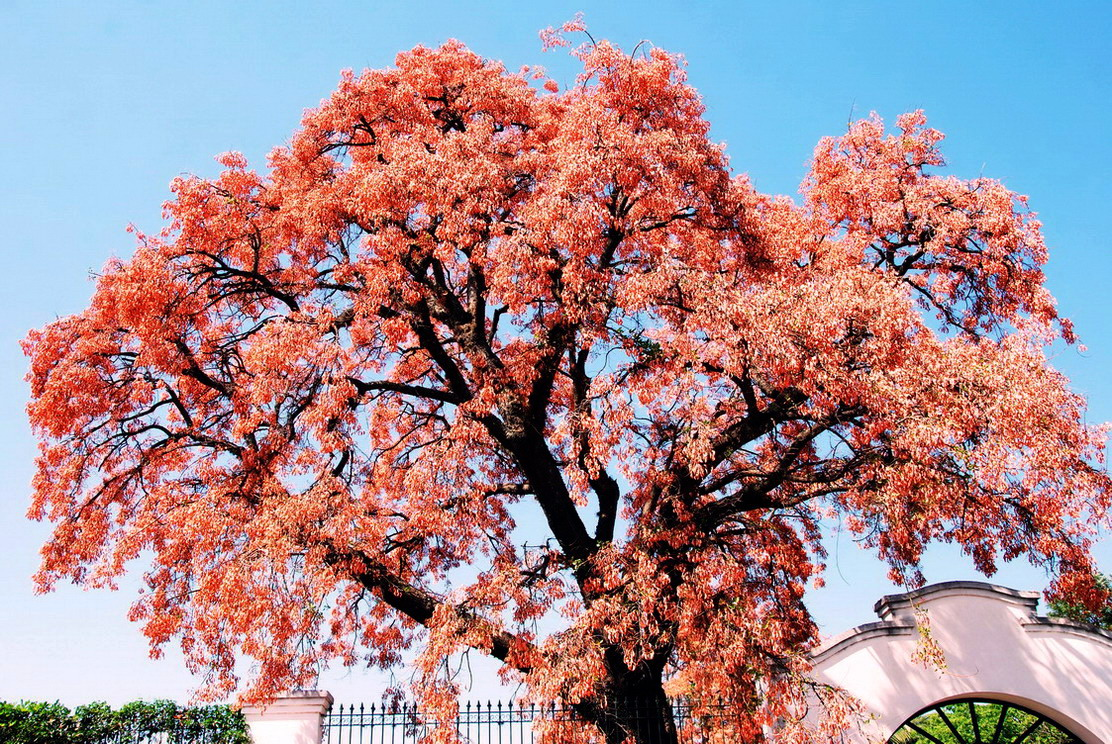
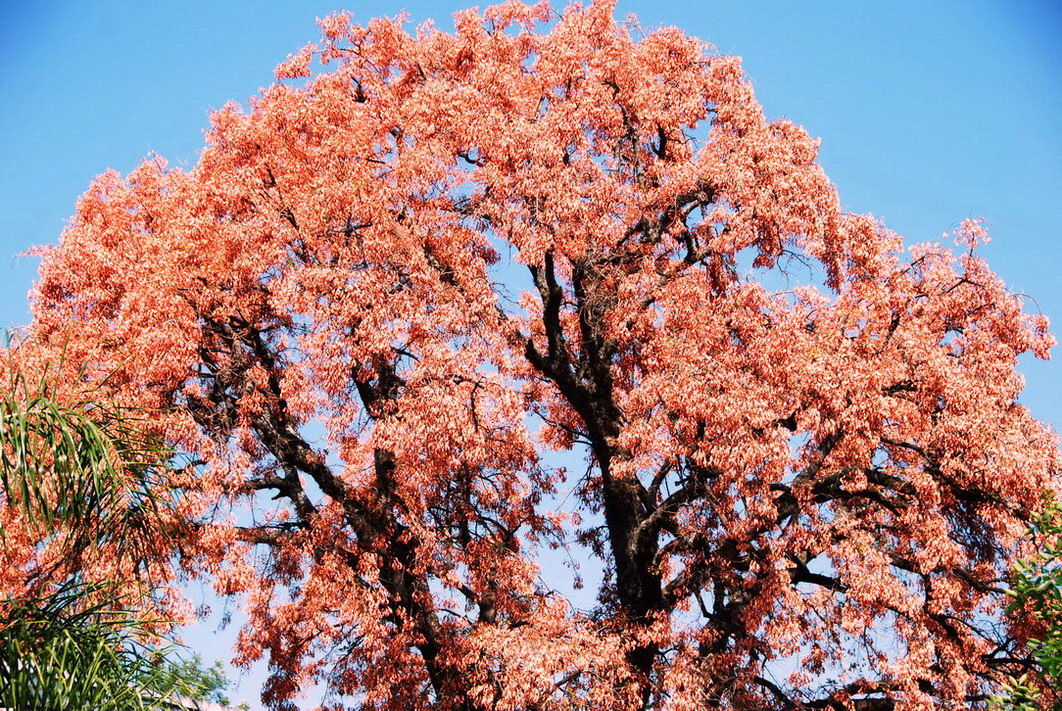